# Lestodiplosis erecta
Lestodiplosis erecta är en tvåvingeart som först beskrevs av Nayar 1949.  Lestodiplosis erecta ingår i släktet Lestodiplosis och familjen gallmyggor. Inga underarter finns listade i Catalogue of Life.